# Châtenoy (Loiret)
 Châtenoy  es una población y comuna francesa, situada en la región de Centro, departamento de Loiret, en el distrito de Orléans y cantón de Châteauneuf-sur-Loire.

## Demografía
| 297 | 278 | 233 | 290 | 295 | 367 |
| Para los censos de 1962 a 1999 la población legal corresponde a la población sin duplicidades (Fuente: INSEE [Consultar]) |     |     |     |     |     |